# Podstrm
Podstrm – wieś w Słowenii, w gminie Kostanjevica na Krki. W 2018 roku liczyła 13 mieszkańców.